# 鹿棧縣
鹿棧縣是美国蒙大拿州西部一個市县合一的二级行政单位，面積1,920平方公里。根据2020年美國人口普查，共有人口9,417人。治所阿納康達（Anaconda）。該縣成立於1865年2月2日，是該州原始的九個縣之一。縣名來源有二：一为一座山谷的名称；二为一处鹿群前来舔盐的地方。